# Rumänische Eishockeyliga 1981/82
Die Saison 1981/82 war die 52. Spielzeit der rumänischen Eishockeyliga, der höchsten rumänischen Eishockeyspielklasse. Meister wurde zum insgesamt 19. Mal in der Vereinsgeschichte Steaua Bukarest.

## Modus
In der Hauptrunde absolvierte jede der sechs Mannschaften insgesamt 35 Spiele. Der Erstplatzierte der Hauptrunde wurde Meister. Für einen Sieg erhielt jede Mannschaft zwei Punkte, bei einem Unentschieden gab es einen Punkt und bei einer Niederlage null Punkte.

## Hauptrunde

### Tabelle
|    | Klub                     | Sp | S  | U | N  | T   | GT  | Punkte |
| -- | ------------------------ | -- | -- | - | -- | --- | --- | ------ |
| 1. | Steaua Bukarest          | 35 | 29 | 3 | 3  | 292 | 70  | 61     |
| 2. | Dinamo Bukarest          | 35 | 26 | 3 | 6  | 307 | 154 | 55     |
| 3. | SC Miercurea Ciuc        | 35 | 25 | 2 | 8  | 257 | 111 | 52     |
| 4. | CSM Dunărea Galați       | 35 | 9  | 1 | 25 | 127 | 265 | 19     |
| 5. | Progresul Miercurea Ciuc | 35 | 5  | 2 | 28 | 109 | 278 | 12     |
| 6. | Avântul Gheorgheni       | 35 | 5  | 1 | 29 | 112 | 326 | 11     |

Sp = Spiele, S = Siege, U = Unentschieden, N = Niederlagen